# Harald Bluhm
Harald Bluhm (* 1957 in Kleinmachnow) ist ein deutscher Politikwissenschaftler, der an der Martin-Luther-Universität Halle-Wittenberg den Lehrstuhl für Politische Theorie und Ideengeschichte innehat.

## Leben
Er studierte von 1975 bis 1981 Philosophie an der Humboldt-Universität zu Berlin und wurde dort 1986 promoviert mit einer Dissertation über die Entstehung des Klassenbegriffs von Karl Marx im Vormärz.  Anschließend wurde er Mitarbeiter und ab 1992 Assistent am Lehrstuhl für Politische Theorie und Ideengeschichte (Herfried Münkler) des Instituts für Sozialwissenschaften an der Humboldt-Universität. Von 1992 bis 2009 war er Redakteur der Zeitschrift Berliner Debatte Initial und von 1997 bis 2008 im Vorstand der Sektion Politische Theorien und Ideengeschichte der Deutschen Vereinigung für Politische Wissenschaft (DVPW). Er war zudem wissenschaftlicher Mitarbeiter der AG  Gemeinwohl und Gemeinsinn und der AG Eliten und Integration der Berlin-Brandenburgischen Akademie der Wissenschaften (BBAW).
Im Jahr 2000 habilitierte Bluhm sich an der Humboldt-Universität mit der Schrift Die Ordnung der Ordnung. Das politische Philosophieren von Leo Strauss. Nach der Ausübung verschiedener Vertretungsprofessuren an der TU Dresden, der Humboldt-Universität und der TU Darmstadt ist er seit 2007 Professor für Politische Theorie und Ideengeschichte am Institut für Politikwissenschaft der Universität Halle.

## Forschung
Forschungsschwerpunkte sind neben klassischer Ideengeschichte im Sinne von Interpretationen und Editionen (seit 2008 Projektleiter der Marx-Engels-Gesamtausgabe (MEGA); seit 2009 im Direktorium des Interdisziplinären Zentrums zur Erforschung der europäischen Aufklärung (I.Z.E.A.) moderne Theorien politischen Handelns und der Gestaltwandel der Demokratie und Zivilgesellschaft (Mitglied des Internationalen Graduiertenkollegs Formenwandel der Bürgergesellschaft – Japan und Deutschland im Vergleich).:

## Publikationen (Auswahl)
Monographien
- Die Ordnung der Ordnung. Das politische Philosophieren von Leo Strauss, Berlin: Akademie-Verlag 2002. ISBN 978-3-05-004374-6.

Herausgeberschaften
- (mit Skadi Krause) Alexis de Tocqueville – Analytiker der Demokratie, Paderborn: Fink 2016. ISBN 978-3-7705-5954-1.
- Karl Marx / Friedrich Engels. Die Deutsche Ideologie, Berlin: Akademie-Verlag 2010. ISBN 978-3-05-004382-1.
- Alexis des Tocqueville. Kleine politische Schriften (Schriften zur europäischen Ideengeschichte Bd. 1), Berlin: Akademie-Verlag 2006. ISBN 978-3-05-004175-9.
- (mit Walter Reese-Schäfer) Die Intellektuellen und der Weltlauf. Schöpfer und Missionare politischer Ideen in den USA, Asien und Europa nach 1945, Baden-Baden: Nomos 2006. ISBN 3-8329-2254-7.
- (mit Herfried Münkler) Gemeinwohl und Gemeinsinn. Historische Semantiken politischer Leitbegriffe (Gemeinwohl und Gemeinsinn Bd. 1), Berlin: Akademie-Verlag 2001. ISBN 3-05-003628-1.

Beiträge und Aufsätze
- Burke und Rousseau über institutionellen Wandel. Schichten eines Gegensatzes, in: Konstanze Baron/Harald Bluhm (Hg.): Rousseau im Bann der Institutionen (Sonderband 38 der Deutschen Zeitschrift für Philosophie), Berlin: de Gruyter 2016, S. 369–400. ISBN 978-3-11-041974-0.
- (mit Skadi Krause)  Tocquevilles erfahrungswissenschaftliche Analyse der Demokratie. Konzept und Reichweite seiner "neuen Wissenschaft der Politik", in: Harald Bluhm/Skadi Krause (Hg.): Alexis de Tocqueville – Analytiker der Demokratie, Paderborn: Fink 2016, S. 53–81. ISBN 978-3-7705-5954-1.
- Zur Analytik von Krisenrhetoriken. Metaframes, Narrative und Topoi, in: Studia Philosophica 74, 2015 (Über Krise und Kritik. Crise et critique), S. 39–54. ISBN 978-3-7965-3439-3.
- Macht, Geist & Katastrophengier, in: Berliner Debatte Initial 26:3, 2015 (Heiner Müller: Macht, Geist & Katastrophengier), S. 5–15. ISBN 978-3-945878-02-6.